# Ann Forrest
Pour les articles homonymes, voir Forrest.
Anna Kromann — née le 14 avril 1895 à Sønderho (en) (île de Fanø), morte le 25 octobre 1985 à San Diego (Californie) — est une actrice américaine d'origine danoise.
Connue à ses débuts comme Ann Kroman, elle adopte ensuite le nom de scène d’Ann Forrest.

## Biographie
Installée dans sa jeunesse aux États-Unis, elle débute au cinéma sous son nom de naissance, dans le court métrage The Truth of Fiction de Henry Otto (avec Winifred Greenwood), sorti en 1915.
Suivent trente-trois autres films américains jusqu'en 1925 (donc exclusivement durant la période du muet), sous le nom d'Ann Kroman jusqu'en 1918, puis comme Ann Forrest.
Mentionnons Her Decision de Jack Conway (1918, avec Gloria Swanson), Un reportage tragique d'Irvin Willat (1919, avec Harry Houdini), A Splendid Hazard d'Arthur Rosson (1920, avec Henry B. Walthall), ou encore Quand vient l'hiver (en) de Harry F. Millarde (1923, avec Percy Marmont).
Après son retrait de l'écran, elle apparaît au théâtre à Broadway (New York) comme Anne Forrest, dans neuf pièces représentées à partir de 1926. Elle joue les trois dernières en 1931, dont The Roof de John Galsworthy (avec Charlotte Walker et Ernest Cossart), puis se retire définitivement.

## Filmographie partielle
- 1915 : The Truth of Fiction de Henry Otto (court métrage) : May Burton
- 1917 : The Flame of Youth d'Elmer Clifton : Lucy Andrews
- 1917 : The Medicine Man de Clifford S. Smith : Edith Strang
- 1917 : The Tar Heel Warrior d'E. Mason Hopper : Betty Malroy
- 1918 : The Shoes That Danced de Frank Borzage : Mamie Conlon
- 1918 : Her Decision de Jack Conway : Inah Dunbar
- 1918 : The Rainbow Trail de Frank Lloyd : Fay Larkin
- 1918 : Au-dessus des lois (An Honest Man) de Frank Borzage : Ruby Cushing
- 1919 : Love's Prisoner de John Francis Dillon : Sadie, la sœur de Nancy
- 1919 : Un reportage tragique (The Grim Game) d'Irvin Willat : Mary Cameron
- 1920 : Dangerous Days de Reginald Barker : Anna Klein
- 1920 : A Splendid Hazard d'Arthur Rosson : Laura Killigrew
- 1920 : La Princesse Alice (The Prince Chap) de William C. de Mille : Phoebe Puckers
- 1920 : The Great Accident de Harry Beaumont : Hetty Morfee
- 1921 : A Wise Fool de George Melford : Zoe Barbille
- 1921 : The Faith Healer de George Melford
- 1922 : Perpétua (Love's Boomerang) de John S. Robertson : rôle-titre
- 1922 : La Raison de vivre (The Man Who Played God) de F. Harmon Weight : Marjory Blaine
- 1923 : Quand vient l'hiver (If Winter Comes) de Harry F. Millarde : Nona, Lady Tybar
- 1923 : Marriage Morals de William Nigh : Mary Gardner
- 1925 : Ridin' Pretty d'Arthur Rosson : Maize

## Théâtre à Broadway (intégrale)
- 1926-1927 : Black Cockatoo de Samuel Ruskin Golding : Lily Chang
- 1928 : Quicksand de (et mise en scène par) Warren F. Lawrence : Mary Spencer
- 1928 : Gang War de (et mise en scène par) Willard Mack : Mazie Dowley
- 1929 : Carnival de William R. Doyle : Helen Herbert
- 1929 : Sweet Land of Liberty de (et mise en scène par) Philip Dunning : Flossie Brendell
- 1929 : The Channel Road d'Alexander Woollcott et George S. Kaufman : Madeleine Rousset
- 1930 : Frankie and Johnnie (en) de John M. Kirkland (en) : Frankie
- 1931 : Anatol d'Arthur Schnitzler, adaptation de Harley Granville Barker : Emily
- 1931 : Enemy Within de Will Piper et Lois Howell : Selma Wolfe
- 1931 : The Roof de John Galsworthy : une jeune femme

## Galerie photos

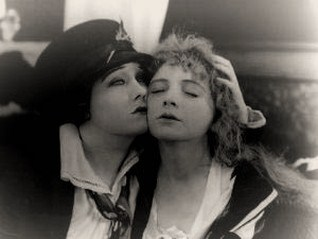
Avec Gloria Swanson (à g.), dans Her Decision (1918)
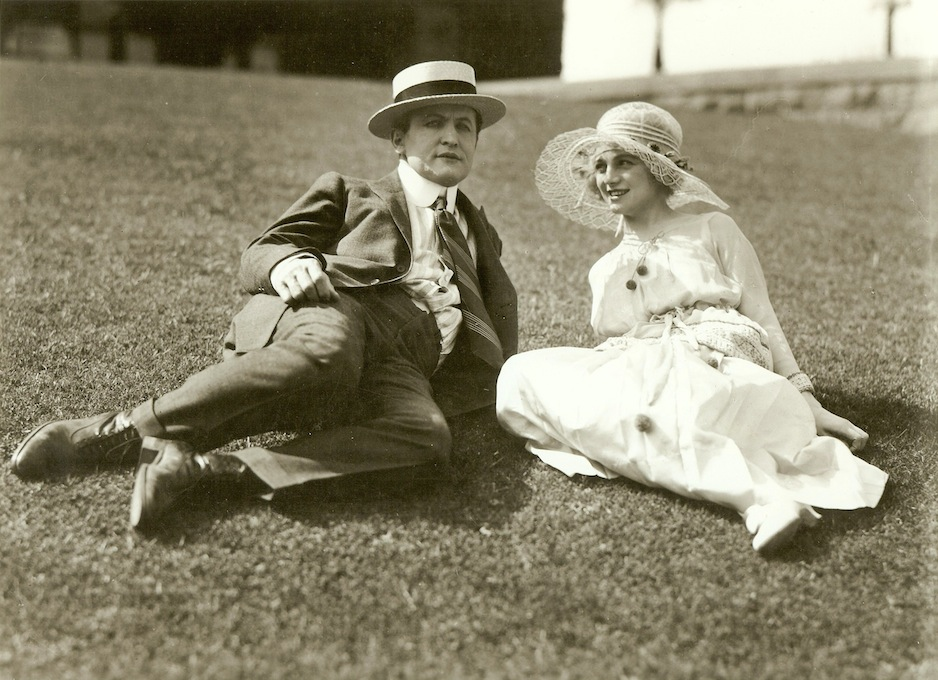
Avec Harry Houdini, sur le tournage de Un reportage tragique (1919)
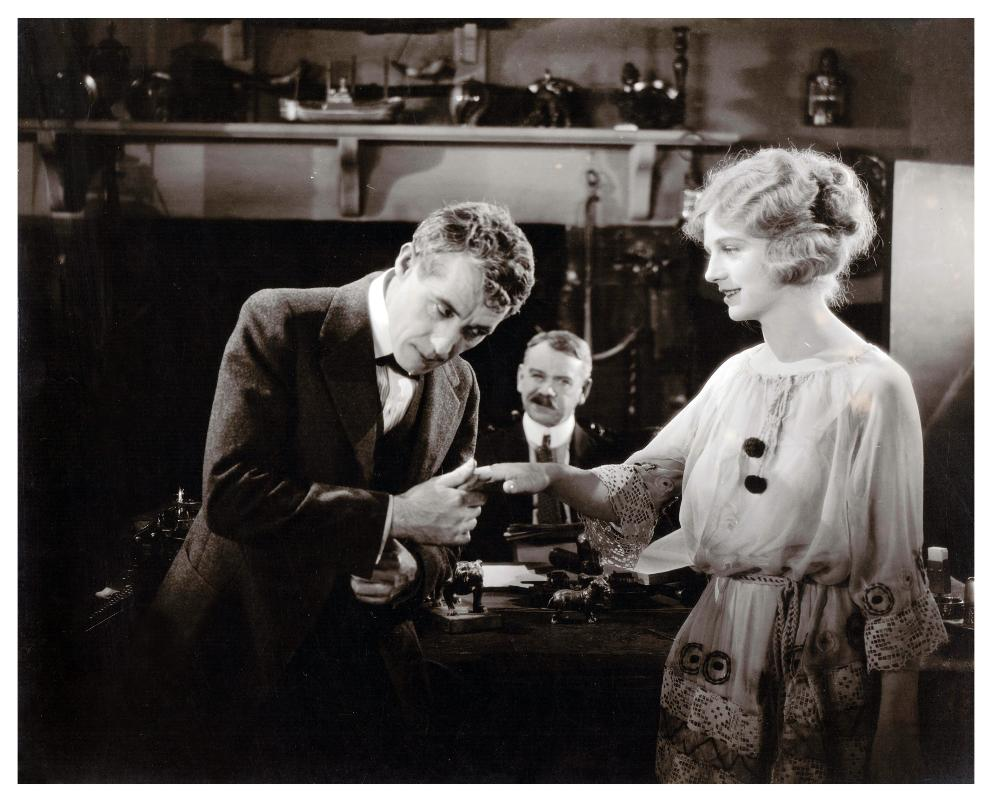
Avec Henry B. Walthall (et Hardee Kirkland en arrière-plan), dans A Splendid Hazard (1920)
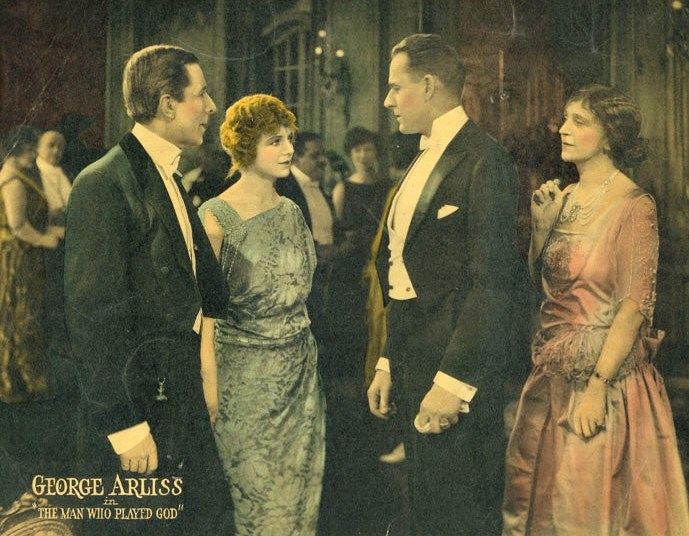
De g. à d. : George Arliss, Ann Forrest, Edward Earle et Effie Shannon, dans La Raison de vivre (en) (1922, poster promotionnel)